# Jonathan Woodgate
Jonathan Simon Woodgate (Nunthorpe, Middlesbrough, 22 de gener de 1980) és un exfutbolista professional anglès, que jugava en la posició de defensa. Actualment fa d'entrenador de futbol.
Va jugar al Leeds United AFC, al Newcastle United FC, al Middlesbrough FC i al Tottenham Hotspur FC com també un breu període a Espanya al Reial Madrid CF. Va passar gran part de la seva trajectòria com a futbolista lesionat, fet que li ha impedit gaudir de molts minuts als diferents equips on ha jugat.